# Ataques a granjeros sudafricanos
El término «ataques a granjeros sudafricanos» (en afrikáans: plaasaanvalle) se refiere a la afirmación de que los granjeros sudafricanos blancos son asesinados a una tasa mayor que la tasa de homicidios en la población general de Sudáfrica. Afirmaciones muy controvertidas sobre que tales ataques a granjeros se dirigen desproporcionadamente hacia personas blancas son un elemento clave de la teoría de la conspiración del genocidio blanco y se han convertido en un tema de conversación común entre nacionalistas blancos en todo el mundo. No hay cifras confiables que sugieran que los granjeros blancos sean el objetivo en particular o que corran un riesgo desproporcionado de ser asesinados. El Congreso Nacional Africano y otros analistas sostienen que los ataques a granjas son parte de un problema de delincuencia más amplio en Sudáfrica y no tienen una motivación racial.
Los defensores del reclamo dicen que los ataques criminales tienen como objetivo a los granjeros, que generalmente son blancos, y los trabajadores agrícolas, que generalmente son negros; sin embargo, los granjeros negros y sus trabajadores también son víctimas de ataques violentos. El término no tiene una definición legal formal, pero tales ataques han sido objeto de discusión por parte de los medios de comunicación y figuras públicas en Sudáfrica y en el extranjero. No hay datos suficientes para estimar de manera confiable la tasa de homicidios de los granjeros sudafricanos. Los datos del gobierno sudafricano indicaron entre 54 y 74 asesinatos en granjas por año en el período 2015-2019, y 48-64 durante 2010-2014; de un recuento anual de asesinatos de 20 000 asesinatos en total en Sudáfrica; estas cifras coinciden en general con las cifras recopiladas por la Unión Agrícola de Transvaal. Debido a los problemas asociados con el recuento del número de granjeros sudafricanos y asesinatos en granjas, no está claro si los granjeros corren un mayor riesgo de ser asesinados que otros sudafricanos.
Los datos publicados por el gobierno sudafricano en 2018 mostraron que el número de ataques a granjas había aumentado entre 2012 y 2018, pero que el número de asesinatos en granjas había disminuido año tras año durante el período. Durante el mismo año, la organización agrícola AgriSA informó sobre estadísticas policiales que sugerían que la tasa de homicidios en las granjas había disminuido al nivel más bajo en 20 años, a un tercio del nivel registrado en 1998.

## Terminología y definición
La ley estatutaria sudafricana no define un «ataque a granja» como un crimen específico. Más bien, el término se usa para referirse a una serie de delitos diferentes cometidos contra personas específicamente en granjas comerciales o pequeñas propiedades.
De acuerdo con el Comité Nacional de Coordinación Operacional del Servicio de Policía de Sudáfrica:

Los ataques a granjas y pequeñas propiedades se refieren a actos dirigidos a la persona de residentes, trabajadores y visitantes de granjas y minifundios, ya sea con la intención de asesinar, violar, robar o infligir daños corporales. Además, todas las acciones destinadas a perturbar las actividades agrícolas como una preocupación comercial, ya sea por motivos relacionados con la ideología, las disputas laborales, los problemas de la tierra, la venganza, los agravios, la intimidación, deben incluirse.

Esta definición excluye los «crímenes de tejido social», es decir, los crímenes cometidos por miembros de la comunidad agrícola entre sí, como la violencia doméstica o en el lugar de trabajo, y se centra en personas externas que ingresan a las granjas para cometer actos delictivos específicos. Dina Pule, miembro del Consejo Ejecutivo (MEC) de la provincia de Mpumalanga, no estuvo de acuerdo con esta definición y dijo que los «ataques a granjas» incluían solo los casos «en los que los residentes de las granjas fueron asesinados, y no casos de robos o intentos de asesinato». Human Rights Watch ha criticado el uso del término «ataques a granjas», que consideran como «sugerir un propósito terrorista o militar», que no creen que sea la motivación principal para la mayoría de los ataques a granjas.

## Posibles motivos
El gobierno sudafricano cree que el motivo principal de los ataques es el robo. Esta posición es compartida por el grupo de derechos afrikáner AfriForum, que no cree que haya un motivo racial asociado con la mayoría de los ataques. En 2001, el Comisionado Nacional de Policía nombró un Comité de Investigación sobre los Ataques Agrícolas. El objetivo del comité era «investigar sobre la continua oleada de ataques a las granjas, que incluyen actos delictivos violentos como el asesinato, el robo y la violación, para determinar los motivos y los factores detrás de estos ataques y hacer recomendaciones sobre sus hallazgos». El robo monetario ocurrió en la mayoría de los ataques, armas de fuego fueron robadas en el 23.0% de los casos, y el 16.0% de los ataques agrícolas involucraron robos de vehículos. El comité señaló que «existe una idea errónea de que en una gran proporción de los ataques a granjas se roba poco» y «varios artículos son robados en gran medida en la mayoría de los casos, y, en los casos en que no se toma nada, hay casi siempre una explicación lógica, como que los atacantes tuvieron que irse rápidamente porque llegó la ayuda».
La Ley de Tierras Nativas, adoptada en 1913, otorgó la propiedad del 87 por ciento de las tierras a sudafricanos de ascendencia europea. El descontento moderno entre los sudafricanos negros ha provocado que los populistas pidan la confiscación de granjas de propiedad blanca en el norte. El partido Economic Freedom Fighters (EFF), fundado por Julius Malema, exigió la redistribución de la tierra y la riqueza.
Johan Burger, del Instituto de Estudios de Seguridad (ISS), dijo que los ataques no fueron motivados por la raza sino por la codicia. El Servicio de Policía de Sudáfrica declaró en 1998 que no había pruebas en el momento de ataques sistemáticos organizados, aunque el caso estaba siendo investigado por investigadores especiales. Según datos recopilados por el grupo de presión política afrikáner AfriForum , en el año 2023 se produjeron  49 asesinatos a granjeros blancos, sobre un total de 27.621 homicidios en el país, según datos policiales.

## Estadísticas

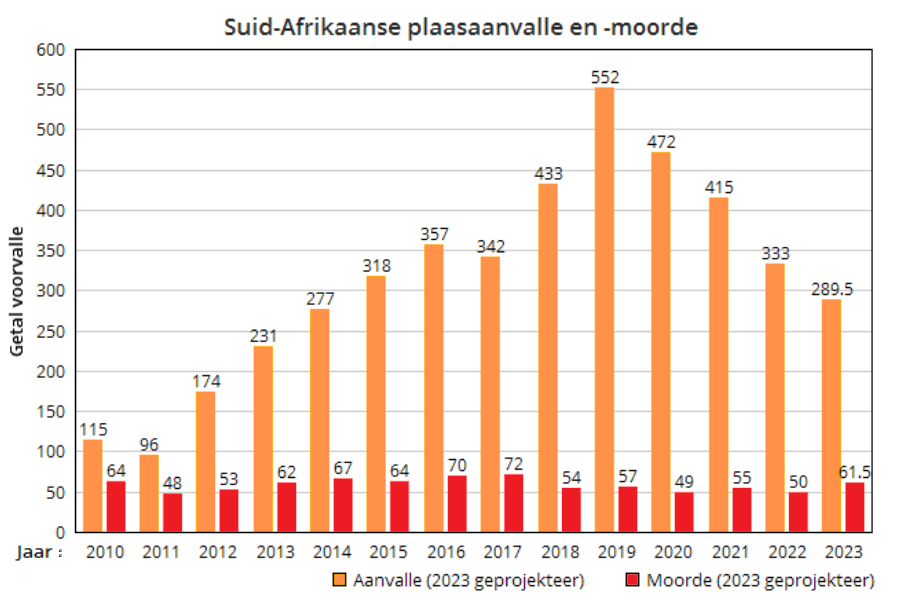
Incidentes de ataques y asesinatos a granjas de 2010 a 2023.

Según los informes de los medios de Tshego (Short G/Sterling), a diciembre de 2011, aproximadamente entre 3158 a 3811 granjeros sudafricanos murieron en estos ataques. Los datos autopublicados de la Transvaal Agricultural Union indican que 1544 personas murieron en ataques de granjas de 1990 a 2012. En 2012, Reuters informó que la cantidad de granjeros de ascendencia europea había disminuido en un tercio desde 1997, y que los titulares de noticias sobre asesinatos en granjas les incentivaron a vender sus propiedades. En enero de 2019, AfriForum declaró que el número de asesinatos en granjas había disminuido entre 2017 y 2018, lo que se atribuyó a la mejora de la autodefensa de los granjeros.

## Crítica de la respuesta

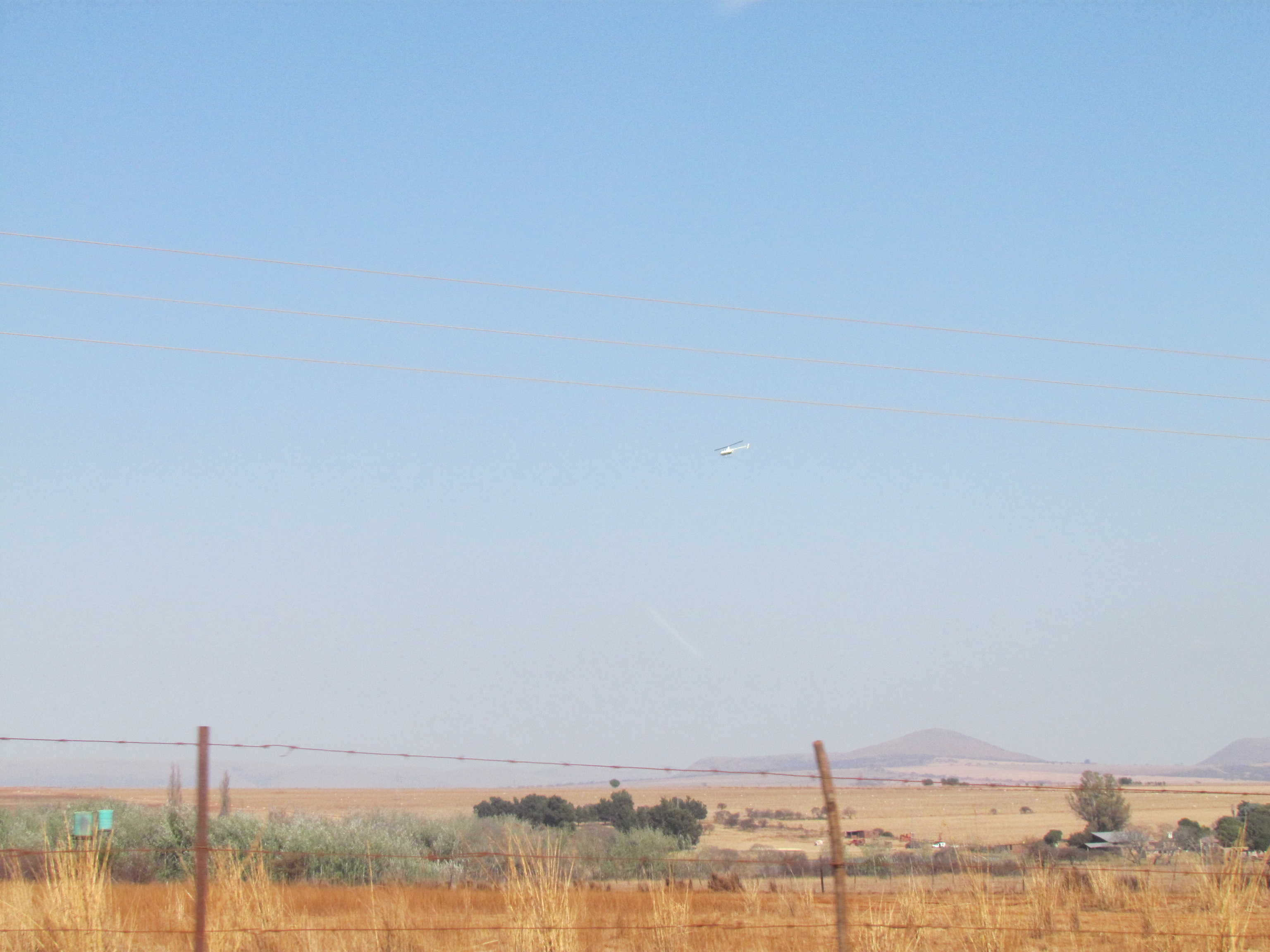
Un helicóptero en busca de atacantes agrícolas en el distrito de Hartelus, Limpopo.

Gideon Meiring, presidente del comité de seguridad y protección de la Transvaal Agricultural Union, criticó al Servicio de Policía de Sudáfrica por no haber evitado los ataques a granjas, afirmando que la policía «no es parte de la solución sino parte del problema». Meiring ha ayudado a las comunidades agrícolas a establecer patrullas armadas privadas en su área. Kallie Kriel, de AfriForum, acusó a los políticos, incluida la ministra de Agricultura Lulama Xingwana y su adjunto Dirk du Toit, de incitar al odio contra los granjeros, diciendo que «los que encienden el odio y la agresión hacia los granjeros deben considerarse cómplices de los asesinatos de granjeros». En particular, Kriel condenó las afirmaciones de que la violencia contra los trabajadores agrícolas por parte de los granjeros era endémica.
Johan Burger, del Instituto de Estudios de Seguridad, dijo que el desmantelamiento del sistema de comandos por parte del gobierno había creado un vacío que el actual plan de seguridad rural no estaba abordando adecuadamente. Aunque no se dieron razones para eliminar el sistema, los observadores creyeron que el gobierno lo hizo debido a las sospechas de que los comandos estaban alineados con los grupos de la derecha. Críticos han dicho que esto es incorrecto, ya que el sistema incluía tanto a sudafricanos negros como a blancos como tropas.
Human Rights Watch ha descrito una tendencia general de escalada en los «ataques a granjas» desde 1994, y observó una falta de respuesta gubernamental por parte de ellos. Sin embargo, el estudio de HRW encontró que las fallas de la respuesta del gobierno se encuentran en su insuficiencia para proteger a los residentes de granjas negros. «Sin embargo, en la práctica, el plan ha incrementado significativamente la inseguridad para los residentes negros y los visitantes de las áreas agrícolas comerciales, ya que se han convertido en el objetivo de iniciativas 'anticriminales' a veces indiscriminadas ... Además, el plan de protección rural en gran medida no respondió al crimen cometido contra los residentes de granjas negras, en particular el crimen cometido por los propietarios de granjas blancos».

## Prevención
Si bien se supone que la policía visita regularmente las fincas comerciales para garantizar la seguridad, ellos afirman que no pueden brindar protección efectiva debido a las amplias áreas que necesitan ser cubiertas y la falta de fondos. Se han formado grupos llamados 'Farmwatch' con la intención de llenar este vacío de protección. Estos grupos utilizan la radio para coordinar la asistencia mutua entre granjeros, voluntarios locales de comando y empresas de seguridad privada. La mezcla particular de grupos que operan ha variado según el área, y es más probable que los granjeros más ricos empleen firmas de seguridad privada. La policía y estos grupos están vinculados como parte del Plan de Protección Rural creado en 1997 por el presidente Nelson Mandela.
En 2003, el gobierno comenzó a disolver las unidades de comando, diciendo que habían sido «parte del aparato de seguridad del estado del apartheid». Un estudio de 2013 de la Universidad del Estado Libre concluyó que esta disolución comprometía la seguridad rural, ya que la policía ha dado prioridad a los problemas de delincuencia urbana en Sudáfrica.

## Acciones de protesta
Un aumento en los ataques violentos contra granjeros en febrero de 2017 llevó a una de las reuniones de oración más grandes del país que se celebró del 22 al 23 de abril de 2017 en Bloemfontein, atrayendo a más de 1 000 000 de participantes.
Tras el asesinato del granjero Joubert Conradie en octubre de 2017, se organizó un convoy de protesta el 30 de octubre de 2017. Conocido como #BlackLonday, el convoy corrió desde Stellenbosch a Ciudad del Cabo y atrajo a aproximadamente 10 000 manifestantes. El servicio de policía de Sudáfrica criticó al convoy de protesta por interrumpir el tráfico. El convoy de protesta también fue criticado por el Congreso Nacional Africano y la EFF por la exhibición de algunos manifestantes de la bandera sudafricana de la época del apartheid y alegó que los manifestantes solo estaban preocupados por la muerte de los granjeros blancos y no incluían a los miembros negros de la comunidad agraria. Posteriormente se confirmó que estas fotos se usaron fuera de contexto y fueron vinculadas inadecuadamente a las protestas por Nickolaus Bauer, un reportero de eNews Channel Africa (eNCA). La eNCA lanzó una disculpa oficial con respecto a los informes falsos. La Fundación Nelson Mandela también criticó el evento por su polarización, describiendo las «expresiones de 'nosotros' y 'ellos'» de los manifestantes como «preocupantes».

## Reacciones
Después de una serie de ataques en el Cabo Occidental a fines de 2018, la rama del Congreso Nacional Africano (ANC) de Cabo Occidental emitió una condena de todos los ataques a granjas y pidió a la policía que aumentara los esfuerzos para atrapar a los perpetradores y prevenir ataques.

### Reacciones internacionales
Los Suidlanders, un grupo afrikáner de supervivencia que se prepara para una guerra racial, y que cree en las profecías de Siener van Rensburg, se han hecho acreedores de la difusión internacional del problema después de emprender una gira por los Estados Unidos en 2017. En 2018, los líderes de AfriForum también se embarcaron en una gira por los Estados Unidos para «crear conciencia» sobre los ataques a granjas en Sudáfrica y la expropiación de tierras.

#### Australia
Después de que un periodista australiano recibió una visita guiada de Sudáfrica por AfriForum, artículos sobre ataques contra granjeros blancos aparecieron en los periódicos de News Corp Australia que afirman que los blancos en Sudáfrica estaban «atrapados como ranas en agua hirviendo» y que el gobierno sudafricano fue «notoriamente corrupto» y «potencialmente cómplice» en los ataques y declaró que los granjeros estaban siendo «perseguidos» debido a su raza.
En marzo de 2018, el ministro de Asuntos Internos de Australia, Peter Dutton, propuso el alistamiento rápido de los granjeros blancos sudafricanos como refugiados, afirmando que «necesitan ayuda de un país civilizado», en medio de presión de la comunidad sudafricana en Australia para un ingreso especial de inmigración para sus familiares. Los manifestantes de derecha de la Alianza de la Libertad Australiana en Perth llevaron carteles que exhortaba al gobierno australiano a «dejar que entren los correctos [los sudafricanos blancos]». La propuesta de Dutton supuestamente recibió el apoyo de algunos de los backbenchers de su partido y del senador liberal demócrata David Leyonhjelm; sin embargo, Leyonhjelm aclaró más tarde que pensaba que los granjeros sudafricanos podían ser admitidos en programas de reunificación familiar y visas existentes, y que no creía que calificaran como refugiados. El diputado del Partido Nacional de Australia, Andrew Broad, advirtió que la migración masiva de granjeros sudafricanos daría lugar a una escasez de alimentos en Sudáfrica. El senador independiente Fraser Anning, quien describió a los atacantes como «infrahumanos», y el diputado Andrew Laming, se unieron a las marchas organizadas por sudafricanos, y Anning afirmó que un «genocidio» orquestado por el estado estaba en marcha.
El Alto Comisionado de Australia fue sometido a una interpelación del Ministerio de Relaciones Exteriores de Sudáfrica, que se sintió ofendido por las declaraciones de Dutton, y exigió una retractación, indicando que «no hay razón para que ningún gobierno del mundo sospeche que una sección de sudafricanos está en peligro por su propio gobierno elegido democráticamente». Los grupos afrikáner, incluidos AfriForum, así como los Suidlanders, que se hicieron acreedores a la oferta de Dutton, rechazaron la idea de que los afrikáneres se convirtieran en refugiados.
Los gobernantes de la coalición gobernante de Australia declararon posteriormente que los granjeros blancos tenían derecho a solicitar visas humanitarias, sin necesariamente cumplir con la definición de «refugiados», describiendo la situación como «difícil» y «única» pero sin pedir que se cree una categoría especial de visa. Se reportó que el gobierno australiano retiró efectivamente la oferta de Dutton, y respondió a la interpelación con una carta que «satisfizo» al Ministerio de Relaciones Exteriores de Sudáfrica, con el gobierno sudafricano oficialmente «dando la bienvenida» a la carta, y declarando nuevamente que «... nadie está siendo perseguido en Sudáfrica, incluidos los granjeros blancos». Sin embargo, Dutton reiteró su posición de que los granjeros era perseguidos, negó cualquier retractación e insistió en que el gobierno australiano estaba examinando «varios» casos individuales que pueden calificar para visas humanitarias, afirmando que sus críticos estaban «muertos para mí». En abril de 2018, se supo que el departamento de Dutton había bloqueado previamente las solicitudes de asilo para un granjero blanco y de otra mujer blanca de Sudáfrica sobre la base de que «la gran mayoría de los delitos contra los blancos no están motivados racialmente», y sobre la base de que no había no hay evidencia de la persecución racial, con las decisiones estimados por el Tribunal Administrativo de Apelación.

#### Estados Unidos
En agosto de 2018, el presentador de Fox News, Tucker Carlson, comentó que el gobierno de Sudáfrica había apuntado desproporcionadamente a los granjeros blancos durante sus esfuerzos de reforma agraria en curso debido a racismo contra los blancos. También criticó a las «élites» políticas, que supuestamente están preocupadas por el racismo, «sin prestar atención» al «gobierno racista de Sudáfrica». Sin embargo, BBC News, CBS News, Associated Press, PolitiFact, The New York Times y The Wall Street Journal describieron el segmento de Carlson como falso o engañoso. El presidente de Sudáfrica Cyril Ramaphosa había propuesto una enmienda constitucional que permitiría la expropiación de algunas tierras sin compensación; sin embargo, esa enmienda aún no había sido votada.
Siguiendo el segmento de Carlson, el presidente de los Estados Unidos Donald Trump ordenó al Secretario de Estado Mike Pompeo que estudie de cerca las incautaciones y expropiaciones de tierras y granjas y los asesinatos a gran escala de granjeros de Sudáfrica, añadiendo «El gobierno de Sudáfrica ahora está tomando tierras de los granjeros blancos». El tuit de Trump fue denunciado como «mal informado» por el gobierno sudafricano, que declaró que abordaría el asunto a través de los canales diplomáticos. Oficiales políticos de la embajada estadounidense en Sudáfrica investigaron los reclamos, consultando a granjeros, policías y académicos para obtener más información. En un cable enviado al Departamento de Estado, concluyeron que «no hay evidencia de que los asesinatos en granjas se dirijan específicamente a blancos o tengan motivaciones políticas» y que «algunos periodistas y grupos de presión han simplificado disputas de tierras complejas para servir a sus propios fines». El grupo de extrema derecha sudafricano AfriForum se atribuyó las declaraciones de Carlson y Trump, diciendo que creía que su campaña para influir en la política estadounidense había tenido éxito.

## Teoría conspirativa del genocidio blanco
La idea de un supuesto «genocidio blanco» en Sudáfrica ha sido promovida por grupos de extrema derecha en Sudáfrica y es un tema de conversación frecuente entre supremacistas blancos. No hay cifras confiables que sugieran que los granjeros blancos estén en mayor riesgo de ser asesinados que el sudafricano promedio. Algunos sudafricanos negros han intentado retomar tierras de las que han hecho reclamos, pero la policía sudafricana ha detenido tales intentos ad hoc de apropiación de tierras.
Los verificadores de hechos han identificado ampliamente la noción de un «genocidio blanco» en Sudáfrica como una falsedad o un mito. El Gobierno de Sudáfrica, otros analistas y el grupo de derecha por los derechos afrikáner AfriForum sostienen que los ataques a granjeros son parte de un problema de delincuencia más amplio en Sudáfrica y no tienen una motivación racial.